# Disgaea D2: A Brighter Darkness
Disgaea D2: A Brighter Darkness is een tactisch rollenspel ontwikkeld door het Japanse bedrijf Nippon Ichi Software. Het spel kwam in Europa op 27 september 2013 uit voor de PlayStation 3. Het spel is een typisch tactisch rollenspel. Het is een direct vervolg op het eerste deel van de Disgaea-serie voor de PlayStation 2, en het vijfde deel van de gehele Disgaeareeks. Het spel werd uitgebracht in verband met het tienjarig bestaan van de serie.